# Idiot (TV-serie)
Idiot är en rysk dramaserie från 2003 i tio avsnitt i regi av Vladimir Bortko, med Jevgenij Mironov, Lidija Velezjeva och Vladimir Masjkov i huvudrollerna. Den utspelar sig i Sankt Petersburg på 1800-talet och handlar om den helt okorrumperade furst Mysjkin, som nyligen har lämnat ett sanatorium. TV-serien bygger på Fjodor Dostojevskijs roman Idioten från 1868. I förtexterna och på DVD-omslaget skrivs titeln som идіотъ, vilket är en äldre stavning som användes på Dostojevskijs egen tid. I senare utgåvor av romanen stavas titeln istället Идиот.
Manuset är mycket troget förlagan och Bortko gjorde omfattande historiska efterforskningar för att återskapa 1800-talets Sankt Petersburg. TV-serien fick stor uppmärksamhet i Ryssland när den visades. Den bidrog till ett ökat intresse för Dostojevskij och gav upphov till offentliga diskussioner om hur klassisk litteratur bör filmatiseras. Den fick Guldörnen för bästa TV-film, bästa manliga huvudroll (Jevgenij Mironov) och bästa kvinnliga biroll (Inna Tjurikova).

## Medverkande
- Jevgenij Mironov som furst Mysjkin
- Lidija Velezjeva som Nastasja Filipovna
- Vladimir Masjkov som Parfjon Rogozjin
- Aleksandr Lazarev, Jr. som Gavrilja Ardalionovich Ivolgin
- Oleg Basilasjvili som general Ivan Jepantjin
- Inna Tjurikova som Lizveta Prokofjevna Jepantjina
- Olga Budina som AglaJa Ivanovna Jepantjina
- Aleksandr Domogarov som Jevgenij Pavlovitj
- Aleksej Petrenko som general Ardalion Ivolgin
- Vladimir Ilin som Lebedev